# 宇宙戦士バルディオス
『宇宙戦士バルディオス』（うちゅうせんしバルディオス）は、1980年6月30日から1981年1月25日まで東京12チャンネルで放送された、葦プロダクション・国際映画社製作のロボットアニメ。全31話が放送され、後に劇場版も公開された。

## 解説

### テレビ版放送開始とアニメ業界の状況
本作は国際映画社が初めて手がけたロボットアニメであり、『亜空間戦士ビッグバーン』として企画がスタートした。
葦プロがロボットアニメを手がけるのは『超合体魔術ロボ ギンガイザー』以来、3年ぶりである（『ギンガイザー』失敗でいったんロボットアニメの制作から手を引き、ファンタジーアニメ・ギャグアニメ路線（『女王陛下のプティアンジェ』、『くじらのホセフィーナ』、『ずっこけナイトドンデラマンチャ』、『ふたごのモンチッチ』）を手がけるも大成功とは言い難いものであった）。
スタッフは『ホセフィーナ』と『ドンデラマンチャ』の混成スタッフで制作され、元スタジオZのメンバーであった亀垣一らによるスタジオZ5作画担当作品としては第2作目（スタジオZ5の最初に関わったのは東京ムービー制作の『太陽の使者 鉄人28号』）。脚本家も『ホセフィーナ』と『ドンデラマンチャ』で混成されたが、新たに首藤剛志が加わった。
本作開始当初は『宇宙戦艦ヤマト』、『銀河鉄道999』といった松本零士原作アニメや『ルパン三世』といったアニメのブームが一段落し、『機動戦士ガンダム』が放送期間短縮となったが、放送終盤に大きなムーブメントを起こした後で、「ポスト・ヤマト」「ポスト・ガンダム」となるアニメ作品を各社が模索していた時期で、本作も様々な要素を取り入れた意欲作として放送が開始された。しかしアニメ雑誌でもまだ『ヤマト』『ルパン』『ガンダム』関連の記事が多く、また「ポスト・ガンダム」として本命視されていた『伝説巨神イデオン』が放送中だったこともあり、本作の関連記事は小さく、地味なスタートとなった。
DVD-BOXの解説書の広川和之によると本作の元ネタは『猿の惑星』であるという。かなり早い段階で物語の謎は明かされており、放送開始前の『トイジャーナル』1980年5月号や、本放送開始直後にキングレコードから発売されたサウンドトラックのライナーノートにもその記述がある。

### 打ち切り・放送後の反響
全39話を予定した作中では、やや高年齢の視聴者層を意識したハードなストーリーが展開されたが、作画面でのバラつきが多かったことからアニメ雑誌での誌面獲得もできなかった。また、たびたびの時間変更がされていた。結局、スポンサーの経営悪化などでこれからクライマックスに入るという時に打ち切りが決定したが、広告代理店の尽力によって当初の予定より1か月放送期間が延長されている。その後放送順を調整し、敵の人工太陽作戦に対する判断ミスで地球は水没、人類滅亡が示唆されたシーンで「完」の文字が出て終了という、地球人側の全面敗北ともとれる衝撃の最終話となった。東京地区でこの最終話が放送されたのは1981年1月25日で、『伝説巨神イデオン』も5日後の1981年1月30日に打ち切りとなっている。完成済み未放送フィルムは3話分あり、コンテも最終話まで完成していた。
この衝撃的な最終話の反響は大きく、放送終了直後から問い合わせが殺到、完全版の放送を求める署名活動やファン集会、自主上映会が開催された。
製作会社もこの雰囲気を敏感に感じ取っており、アニメ雑誌への未公開ストーリーや映像の提供が積極的に行われ、さらに1981年4月には「豪華本」といわれる愛蔵本が製作元の葦プロから直接出版された。
後年、未放送分を含む34話（テレビ放送は31話）を収録したレーザーディスクとDVD、ブルーレイディスクが発売されている。

### 映画化
一方、アニメ映画界では『ガンダム』もアニメ雑誌との連携によりさらに大きな新しいファン層を巻き込んで1981年3月に松竹で劇場版『機動戦士ガンダム』第1作、同年7月に第2作『機動戦士ガンダムII 哀・戦士編』が公開、同年8月には東映から『999』の完結編である『さよなら銀河鉄道999』が公開された。『ガンダム』の完結編となる第3作『機動戦士ガンダムIII めぐりあい宇宙編』は翌年3月に公開されることが決定したため、1981年末には超大作アニメ映画が不在となったことから、その役割を期待されて東映セントラルフィルム配給で本作の映画化が電撃的に決定した。公開日は1981年12月19日、同時上映は『Dr.スランプ アラレちゃん ハロー!不思議島（再映）』。
劇場版は主にマリンとアフロディアの愛憎に比重が置かれた構成となっており、前半はテレビ放送版の大幅なリテイクを加えたダイジェスト、後半は新作カットでテレビ版未放送ストーリーを簡略化した展開となっており、バルディオスの登場は少ない。またキャラクターのコスチュームデザインを「ニコル」に依頼、エンディングに流されるメッセージをアニメ雑誌で公募、俳優の堤大二郎を声優に起用、と宣伝戦略がとられた。こうして本放送当時とはうって変わって、1981年末のアニメ雑誌はこぞって本作の特集を掲載し、関連書籍、フィルムコミックス、小説が各社から発売された。また、関連商品やセル画も東映のアニメショップで東映動画制作のアニメ映画と同様の扱いで発売された。別の関連商品として、作中の場面が印刷されたフィルムを模したセルロイドシートとシールをおまけとしてつけた「バルディオスフーセンガム」もロッテから発売された。セルロイドシートは36種類あり、通し番号順に並べると劇場版のストーリーがほぼ再現できる構成だった。
スタッフとキャストの大部分が変更になり、作画監督に芦田豊雄を起用し、テレビ版に参加したスタジオZ5（亀垣一、平山智、鍋島修）やスタジオNo.1（山下将仁、越智一裕）やいのまたむつみや井口忠一が参加、コンピュータの導入も相まって作画などはテレビ版から質が向上した。ラストではテロップが流れた後、それに続いて公募によるポエム「愛のメッセージ」が字幕によって披露された（作：島田知保）。
しかし、制作期間が短く、また、『機動戦士ガンダムIII めぐりあい宇宙編』や『伝説巨神イデオン』劇場版の公開と話題作が相次ぎ、本作は再びその中に埋もれていった。

### 玩具・プラモデル・文具
本作は『宇宙戦艦ヤマト2』『宇宙空母ブルーノア』に続く野村トーイの“宇宙ロマンシリーズ”第3弾であり、前2作と違い企画は同社のオリジナルである。同社は既に解散しており、この作品は、同社がメインスポンサーとなった番組としては唯一のロボットアニメとなった。
メイン商品である「宇宙戦士バルディオス・戦闘合体トリプルクロス」は、本編でのギミックを忠実に再現しているものの、プロポーションなどに無理があった。野村トーイからはプラモデルも番組放送中に発売されたものの、圧倒的に流通数が少なかったことからその存在を知る人は少ない。パルサバーンからロボット上半身に変形できるが、足は可動のないただの棒状態で、変形ギミックはない。バルディプライズ・キャタレンジャーはミニモデルが付属していた。
映画化の際にはバンダイから2種類のスケールで発売された。可動モデルで、パルサバーンを含む3機ともミニモデルが付属していた。
主役ロボ・バルディオスの顔はガンダムタイプのそれに非常に似通っているが、このデザインの類似は剽窃の類ではないと葦プロ側は主張している。2015年5月に、放映当時の葦プロ代表取締役の佐藤俊彦、原案の佐藤元らからなるトークイベントでは、「ガンダムの顔に似ていると言われているのは口元の通気口当たりのみ」と独自の意見が述べられ、「偶然の一致」との主張がなされた。
一時期、佐藤が後に自身のブログで記していた内容から、「玩具メーカー側の都合により既存の金型が改修・流用され、似た形状になった」とされていた。しかし、金型の流用というのは、昔から胸のマークの部分と言われていたところであった。前述のトークの中で佐藤は、「ブログの記事の部分もノリみたいな部分で似ていると言ったかもしれない」として、間違いであることも認めている。
なお、コミックボンボンにて連載されたガンプラをメインにしたプラモ漫画『プラモ狂四郎』の第2話にて、バルディオスのプラモデルが登場している。
2008年10月に玩具メーカーのやまとから「群雄（動）」ブランドでバルディオスのアクションフィギュアが、11月にシーエムズコーポレーションからBRAVE合金ブランドで合体可能なバルディオスの合金トイが発売されている。
2021年3月には、グッドスマイルカンパニーのMODEROIDブランドにてプラキットが発売。変形機構に一部独自アレンジを施しつつ、3機の合体を再現している。
文具類は、“宇宙ロマンシリーズ”の他の2作品（『ヤマト2』『ブルーノア』）と同じく、ショウワノートより発売された。

### その他
映画化の際には、宣伝ポスターや関連書籍の表紙には主に影山楙倫やいのまたむつみのキャラクターイラストが使用され、バルディオスが主役ロボットの名前であることはあえて強調されなかった。
先述の『伝説巨神イデオン』も玩具と視聴率の苦戦から打ち切りの憂き目に遭い、真のラストを劇場公開という形で発表しているが、時期的にこうした形態は本作が先を越す形となった。その快挙に関して『イデオン』が先と自負していた監督の富野由悠季は、書籍でちょっとした悔しさを吐露している。
著作権は国際映画社と葦プロダクションが所持していたが後に国際映画社が権利を放棄したため、2020年現在は葦プロダクションがすべての権利を保持している。

## ストーリー
物語はソウルと呼ばれる恒星の第1惑星、S-1星から始まる。かつては高度な文明を誇っていたが、いつの頃からか地表は放射能に汚染され、地下都市でしか生活のできない星と化していた。さらに放射能汚染と物資不足は年を追うほど深刻な状況となっており、地下都市の人民の生活すら存続が危うくなっていた。S-1星首脳部では2つのグループの意見が対立していた。一つは、科学力による放射能の浄化を第一とする科学者グループ、もう一つは軍事力によって居住可能な惑星を侵略し、その星への移住を主張する軍部である。だが、軍部を掌握する皇帝親衛隊のガットラーは、皇帝を暗殺し最高権力者、総統を名乗り、亜空間要塞「アルゴル」で侵略目標の惑星へと旅立つ。親衛隊によって科学者の父を殺され、皇帝殺しの濡れ衣を着せられたマリン・レイガンは、亜空間戦闘機パルサバーンでアルゴルに戦いを挑むが、アルゴルの亜空間突入に巻き込まれてしまう。
亜空間突入時のトラブルからアルゴルは西暦2100年の太陽系へと流れ着いた。太陽系第3惑星・地球が居住可能と知り、ガットラーはS-1軍を亜空間戦隊アルデバロンに編成して、侵略を開始した。一方、地球防衛組織・ブルーフィクサーのバルディプライズに救出されたマリンは、ガットラーへの復讐心とパルサバーンを唯一操縦できる才能、そして何よりも青い海、大自然を愛する心を認められ、パルサバーンに地球メカを改造、合体させることによって誕生した巨大ロボット「バルディオス」のパイロットとしてアルデバロンと戦うこととなる。
味方である地球人たちからは孤立し、そして同胞であるS-1星人からは裏切り者と罵られながらマリンは孤独で過酷な運命へと立ち向かっていく。
幾多の戦いを経て、水星と金星が消滅し、環境が一変するほどの激しい戦闘で、地球はS-1星に酷似していく。マリンは人類が恐るべきタイムパラドックスの渦中にいることを知る。

## 登場人物
担当声優は、テレビ版 / 劇場版の順に記載。

### ブルーフィクサー（地球）
世界連盟所属の地球防衛軍。BFS（Blue Fixer Secret）と略する。西暦2091年に放射能汚染、大気汚染など地球環境を調査・管理する目的として設置されたが、ストーリーが開始する西暦2100年の時点では既にバルディ・プライズ、キャタレンジャーを開発・保有する独自戦力を持つ防衛組織となっており、バルディオスの開発で一層その傾向は強まった。世界連盟所属ではあるが一定の権限を持つ独立した組織であるため、世界連盟上層部の政治的干渉や正規軍との軋轢もみられた。「影の軍隊」の異名を持ち、その秘密主義と世界連盟の統制の及ばない戦力増強を非難されたこともある。隊員の中でも特に最前線で任務をこなす最精鋭の隊員を指して「フィクサー」もしくは「バルディオスチーム」と呼称する。各隊員には階級が与えられているが、挨拶の際には敬礼ではなく握手を基本とする、パーティやコンサートの開催許可を与え隊員の親睦に務めるなど、文官出身の月影長官の人柄が反映された組織となっている。
マリン・レイガン
声 - 塩沢兼人 / 山崎たくみ（スーパーロボット大戦シリーズ）
S-1星人。特務戦闘隊特別隊員。20歳。パルサバーンのパイロット。父を殺したガットラーを追って地球にたどり着いた。その素性から母星からは裏切り者、地球人からはスパイの疑いを掛けられる。青い空と海を汚す者は許さない熱血漢。S-1星ではUFムセイオンと呼ばれる平和主義者の集まる学校の学生で、最高学位であるUF学士号を獲得しており、軍部の同校制圧後は父親の研究を手伝っていたようである。地球来訪後もこうした科学知識は彼の大きな武器となる。外見的特徴は青みがかったやや長髪の髪型。なお小説では3作とも年齢設定が異なっており、コバルト文庫版では19歳、ポケットメイツ版では21歳、ソノラマ版では23歳とされていた。なお、「マリン」とのネーミングは、青い海を守る者、という意味合いを込めて設定されたと言われる。一部の資料には「マリン・レーガン」と表記されている。
すべてが終わったあとは、地下都市へと避退する地球人にもさらなる新天地を目指すS-1星人にも同行せず、ただ一人地上に残って追憶にふけるシーンで、劇場版は終わる。
ジェミー・星野
声 - 横沢啓子（現：よこざわけい子） / 潘恵子
科学開発局応用物理研究室員。特務戦闘隊員ではないが、同等に訓練を受けており、作戦内容によってはバルディ・プライズの操縦補佐なども行なう。18歳。私生児として出生。母親の死後、一時期日系ギリシャ人に養育されたが保護者死亡のため施設に。15歳でBFSに志願。第9話で父親がバード国王だったことが判明。孤独だったマリンの心を開くきっかけを作った。次第にマリンへ想いを寄せるようになる。テレビ版オープニングではこれを象徴するかのように、マリンの手を引くように2人で野原を駆けるシーンが描かれている。しかし、マリンはジェミーに対し「妹」または「仲間」としての感情以上のものは抱かなかったようであり、終盤ではオリバーと接近することになる。BFSではクインシュタインの助手的なポジション。主な登場人物では最年少であり、言動に未熟さが垣間見えてしまうこともあるが、第6話ではバルディ・プライズ、第28話では（マリンと共同操縦だったとはいえ）パルサバーンを操縦、合体までこなすなどフィクサーにふさわしい働きも見せる。特に第28話のチャージ・アップ成功は地球人では劇中唯一である。
ジャック・オリバー
声 - 鈴木清信 / 田中秀幸
特務戦闘隊伍長。22歳。バルディ・プライズのパイロット。アメリカの下層階級出身でアフロ金髪の気障な皮肉屋でクリスチャン。幼い頃に両親と離別、妹エミリーと共にスラム街で過酷な少年期を過ごしたためか、妹に年齢の近いジェミーには何かと気をかける。当初はマリンに疑いの目を向けていたが、共に死線をくぐり抜ける間にやがて信頼するようになる。
北斗 雷太
声 - 玄田哲章
特務戦闘隊軍曹。キャタレンジャーのパイロット。放棄された月面植民都市「リトルジャパン」出身。オリバー以上にマリンを信用しておらずスパイと疑っていたが、共に肉親を失った天涯孤独の身ということもあり、戦いの中で信頼を置くようになっていく。武道の達人で豪放磊落、質実剛健的なキャラクターだが、時にはコメディ・リリーフ的な一面も見せる。また直接の描写はないが、通常勤務終了後は士官学校で教鞭をとるなど誠実な人物を思わせる設定も。テレビ版では、第38話（未製作）でアルデバロンの手に落ちた核ミサイル基地の核弾頭を処理するために出撃、スピリット・ガットラーIIの集中攻撃を受け戦死する。なお劇場版ではエピソード自体がカットされたために最後まで生き残る。そのカットされたシーンの一部はLPの名シーンスチルセレクトに収録されている。
エラ・クィンシュタイン
声 - 加川三起（現・鳳芳野） / 此島愛子
科学開発局長。32歳。ドイツ出身で任務中は主に「博士」と呼ばれ、自分のことは「わたくし」と語っている。常に物静かな物腰と上品な言葉遣いとは裏腹に、感情よりも論理を優先する沈着冷静な人物である。BFSの頭脳でありナンバー2として月影を補佐、彼の不在時はBFSの指揮を代行する。マリンの能力に注目しチームに引き入れるが、根底にあるのは「憎しみは愛よりも強い」という徹底的にリアリスティックな人間観ゆえである。特にロボット工学や亜空間力学に関しては地球人としては随一であり、パルサバーンを解析、改造強化した上合体機能を与え、バルディオスを開発した。第36話（未製作）では脱走してBFS基地に匿われたアフロディアに暴力に等しい尋問を行い、小説版では家族を失ったBFS隊員によるアフロディアに対する暴行を容認するなど、冷酷な一面も。劇場版の土星決戦ではジェミーと共にバルディオスに搭乗して要塞中枢炉攻撃に参加していたため、BFS基地崩壊からは難を逃れる。設定身長は183センチでマリンや雷太よりも背が高い。純白のショールと肘までの長手袋がトレードマーク。時期は不明だが、教師をしていたことがあり、デビットはかつての教え子である。合理性が全てのような人物ではあるが、BFS隊員、特にマリンが精神的に追い詰められた時などは女性らしい母性と優しさを発揮してその精神的支えとなることもあった。
月影 剛士
声 - 石森達幸 / 堀勝之祐
司令長官。40歳。沈着冷静な司令官。日本出身で、あまり軍人的な考え方をしない理想主義的な人物として描かれるが、時には「甘い」と側近や上層部からとがめられることもあった。当初異星人であるマリンに対する態度は非常に厳しいものであったが、あくまで地球を守るための意識からくる警戒であり、後にマリン自身の口から「俺達の父親」と言われるほどの信頼を得る存在となる。第32話（テレビ版第31話）の人工太陽への対応を慎重すぎるが故に誤っているが、第34話ではアルデバロンの攻撃でチャイナシンドロームを起こした核物質と共にミニパルサバーンでスピリット・ガットラーに特攻、劇場版の土星決戦でもBFS基地と共に壮烈な最期を遂げる。日本に妻子を残して単身赴任しており、彼にとってクィンシュタインは良きパートナーではあるが、あくまで仕事上の一線を越えることはなく、クィンシュタインの彼に対する評価は「立派な人です」の一語だった。外見的特徴はこの年齢にしては白みがかった銀髪と口ひげ。また、あまり大柄なキャラクターとは描かれていないが、実は身長185センチと日本人としてはかなりの長身である。
担当声優の石森と堀は、それぞれナレーションも兼任している。
デビット・ウェイン
声 - 井上和彦
テレビ版第29話および劇場版に登場。パルサバーンの予備パイロット候補でマリンと互角の操縦テクニックを誇る天才。
生意気で気障な性格を見せ、最初は異星人であるマリンを見下しいつか予備ではなく正規パイロットになってみせると豪語していたが、その腕前はマリンからも賞賛されるほどであった。クインシュタイン博士の教え子であり、少年時代から彼女を密かに想い続けていた。アルデバロンの地球氷河期作戦の際、地球のためにではなくクインシュタインのためにフィクサー1でガニメドに特攻する。博士はデビットのため、作戦前夜に自室の鍵を開けておいたが、彼は博士の姿をひと目見ただけで出撃した。
劇場版ではオリバー、雷太とは士官学校での同期という設定で登場。マリンがアルデバロンの基地に潜入している間、パルサバーンのパイロットとして出撃したがチャージアップに失敗、パルサバーンのパイロットを辞退しBFSを去った。土星決戦にはフィクサー1で駆けつけ、命尽きるまでクインシュタインへの想いを断ち切らなかった。

### その他の地球人
モーガン
声 - 稲葉実 / 大宮悌二
世界連盟代表。地球人が生き延びるためには少数の犠牲もやむを得ないと考えるリアリストで、戦争の方針をめぐってしばしば月影と対立する。世界連盟も直属の軍を保有していることもあり、マリンやBFSを切り捨てようとすることも幾度となくあったが、第33話および劇場版では大津波が迫っても世界連盟本部から避難せず、本部と運命を共にするなど、本来は責任感の強い人物である。
スー・ハーマン
声 - 堀勝之祐
テレビ版第12話と第30話に登場。世界連盟のエリート将校で、月影の長官としての適性を軍人の目から審査する監察官としての密命を帯びていた。生粋の軍人らしく規律に厳しい人物に見えたが、実はブルーフィクサー側の人間関係や内情を冷静に観察。最終的には月影長官やマリンたちのよい後援者になる。もみあげとサングラスが特徴的な外見のキャラクター。モーガン亡き後自らの戦闘部隊でゲリラ戦を仕掛けており、未放送話でも残存戦力を糾合した世界連盟軍最高司令官としてたびたび登場し、水没した地球で潜水艦隊を率いて奮戦。土星決戦で月影亡き後のBFS基地を指揮し、最終的にネグロスの指揮するギャグレーと一騎討ちの末に戦死した。当初は、劇場版でも活躍が検討されたが、デビットの登場が決定、そのこととのバランスから、劇場版には登場しなかった。
エミー・ラティン
声 - 増山江威子（第15話）、小山茉美（第33話）
「ガラガラ蛇」の異名を持つ女性ジャーナリスト。世界連盟ですら政治介入できない世界放送テレビ局の人気レポーターで、大きな世論形成力を持つ。第15話ではBFSとバルディオスの存在こそがS-1星人との平和共存の障害となると宣伝するが、逆にアルデバロンに利用されて多大な犠牲を出してしまう。そのことで自決しかけるがマリンに救われ、自らの使命を全うすべく再び歩き出す。第33話で再登場し、水没していく地球の最後の様子を放送し続けた気丈な姿は雷太をも感心させた。絶望的な現状の地球をきっとブルーフィクサーが救ってくれると自身の思いを伝え、同僚へ感謝の言葉を伝えつつ燃料切れのヘリもろとも海に沈み、散っていった。仕事も出来てかつ美しい、というキャリア・ウーマン的な人物として描写されている。愛用の香水はニナ・リッチのレールデュタン。
アラン
声 - 古川登志夫
世界連盟からBFSに出向していた技術者。第5話にてキャタレンジャーを無断で使い出撃してしまう。その見せしめとして実刑となるがそれは偽装であり、クインシュタインの判断により死刑は免れ、地球に平和が来る日をいのるという形で冷凍刑で済んだ。第36話（未製作）では意外な形での再登場を果たすことになっていた。
エミリー
声 - 島津冴子 / 鈴木富子
オリバーの妹。兄と共にスラムで過酷な幼年期を過ごし、世界連盟本部の看護婦となる。第33話（未放送話）および劇場版では婚約者ロイと子供を儲けたことがオリバーに伝えられるが、その時すでに世界中は水没した後であった。
ロイ
声 - 三ツ矢雄二
エミリーの婚約者。パイロットを目指していたが適性無しとして落とされたことから、人一倍野心が強い。
世界連盟の兵士として火星での武器運搬の任務中にアルデバロンの攻撃を受けて負傷し、宇宙をさまよっていたところを捕虜にされていた。
アフロディアの命で機密書類の入手を命じられるも、撮影したふりをして逆に捕らえようとして失敗し、エミリーと共にどこかへと去る。
ネルド
声 - 綏片達雄
第7話に登場。科学者でクィンシュタインの元恋人。恩師ランベルト博士、クィンシュタインと共同研究していた「真空爆弾」が世界連盟によって研究中止に追い込まれたため失踪、酒びたりの日々を送っていたがアルデバロン協力下のシルベリア基地で真空爆弾を発展させた「ロストスペース・ボム」を開発、バルディオスを窮地に追い込む。
バード国王
声 - 大木民夫（第9話）、田中崇（現：銀河万丈 / 第27話・第33話） / 大木民夫
テレビ版第9話、第27話、第33話および劇場版に登場。北アフリカのレニア国の国王でジェミーの実父。レニア国の鉱物資源「ガウラーX」がアルデバロンに狙われたことをきっかけに、ジェミーと再会を果たす。第33話で大津波の中、通信でジェミーに呼びかけるシーンが劇場版に残る。

### 亜空間戦隊アルデバロン（S-1星）
ガットラー率いるS-1星の軍隊を総称して亜空間戦隊アルデバロンと呼ぶ。文字通り亜空間航法を駆使するアルデバロンは科学力では地球に対して圧倒的な優位にあるが、物量、特に資源や生産力に関しては劣っていることから資源の確保や工業地帯の占領もしくは破壊を目的とした作戦を優先して遂行していた。アルデバロン＝S-1星人全てではなく、統一評議会や七人委員会など行政官や評議員も交えた行政機構と軍部の両面をガットラーが統括するという政治形態を採用している。S-1星を脱出した移民団は劇中ではおよそ1億人と語られている。放射能に汚染されていない美しい星である地球を無傷で手に入れることが本来の目標であったが、激しい戦いの中でABC兵器すべてを使用、地球を醜く汚染していくことになってしまう。
ゼオ・ガットラー
声 - 青野武 / 柴田秀勝
元S-1星皇帝の親衛隊長で現アルデバロン総統。38歳。S-1星人移民のため地球侵略を開始する。力が全てであるという、いわゆる独裁者タイプの人物ではあるが、有能であると認めた人物は積極的に登用する一面も持つ。また私利私欲ではなくS-1星全人民の命運を賭けた戦いを指揮しているという自負も持っている。重大な決断を下す際にはシンク・ルームで外界との接触を断ち瞑想にふける等、繊細な面も描かれている。テレビ版ではスピリットガットラーIIから脱出する際に誤って核ミサイルの発射ボタンを押してしまい、地球は放射能に汚染。その出来事が過ぎてから、自分自身が地球を破壊してS-1星へと変えてしまったという事実を知ることとなった。
マリンとの決闘の後、生き残ったS-1星の人々を率いて新天地へ旅立つ。劇場版では重傷を負ったまま、冷凍エリアがワープする描写しかないので彼自身の生死は不明。
髪の色は白、長身で胸板が厚いかなりの大男として描かれている。常時手にしている杖は光線を発する護身用の武器でもあり、テレビ版ではネグロスを、劇場版ではガロをショック死させた。
ローザ・アフロディア
声 - 神保なおみ / 戸田恵子 / 永田亮子（スーパーロボット大戦シリーズ）
アルデバロン最高司令長官。25歳（ソノラマ版小説では23歳）。ガットラーの腹心。
マリンによって弟のミランを殺されたため彼に激しい憎しみを抱いている。アフロディアとミランの姉弟は軍人の父が事故死した後、その部下だったガットラーの下で成長したため、彼に対する恩義と忠誠は並ぶ者がいない。女であるがゆえにガットラーの寵愛を受け、高いポストを与えられていると周りからは思われており、他のアルデバロン幹部の嫉妬と偏見に最後まで悩まされる。
マリンとは肉親の仇同士として何度も衝突するが、不意の共闘や戦いの中で交わるうちにマリンに対する感情に変化が起きたのか、敵でありながらも誰よりも高くマリンを信頼するような素振りまで見せるようになる。
テレビ版では司令官を解任された後、ネグロスの計略にかかりアルデバロンから脱走兵として追われ攻撃を受けて死亡する。劇場版では脱走後行方不明となり、ガットラーとマリンの最後の対決の場に現れ、ガットラーの攻撃からマリンをかばってガットラーに致命傷を与えるが、かつてのガットラーの恩から罪悪感に追い詰められ自らの銃でその身を撃った。その後マリンの介抱によって地球へ降下。意識が薄れていく中でマリンとの出会い、戦いを涙ながら悔やみつつ絶命する。
当初原案でのネーミングは「ベルバラン」。設定ではガットラーと愛人関係にあるとされ、作中にガットラーに「薔薇を散らされる」イメージシーンがある。また父親の事故死は、実は軍部内での権力抗争を背景としたガットラーによる暗殺との設定もあり、ソノラマ版小説ではより明確に作中で明示されている。
普段は赤紫の軍服に身を包み、黄色いサングラスを掛け緑の髪を結い上げて軍帽を被った姿だが、エンディングではサングラスを外し、髪を下ろしたロングヘアと黄色いミニスカート姿で登場。マリンと手をつなぐシーンも描かれている。
ネグロス
声 - 飯塚昭三
地球の未来がS-1星であることを知り、ガットラーを脅してアフロディアを失脚させ最高司令長官になった野心家。司令長官になるまでに作戦会議で核攻撃を進言するなど勝つことにこだわっていたが、劇場版ではバルディオスの猛攻に逆上し、核ミサイルの発射ボタンを押した。地球（＝S-1星）を放射能汚染に導いた張本人となった。
ガロ
声 - 伊武雅之（現・伊武雅刀） / 木原正二郎
第7話、劇場版に登場。ネグロスの双子の兄弟。テレビ版では単なる一幹部だったが、劇場版ではアフロディアの作った「鉄の戒律」の見せしめとして処刑され、ネグロスの憎悪が煽られる契機を作る。
ミラン
声 - 井上和彦 / 千葉繁
親衛隊員。アフロディアの弟。かなり歪んだ性格で、ガットラーの力づくで事を解決するという思想に染まっており、S-1星を汚染したのが科学者という点を除いても相手を見下す性格。
レイガン博士を射殺したが、研究所に現れたマリンが苦し紛れに投げた金属片が喉に刺さって死亡した。この事件により、マリンとアフロディアはお互いが「肉親の仇」という関係となった。ただし、アフロディアはマリンを個人的に恨むのに対し、マリンの憎しみはどちらかといえば軍部（アルデバロン）とガットラーに向けられている。劇場版では、階級が少尉であることが明かされている。
ラトピ
声 - 古川登志夫
テレビ版第22話に登場。ミランと同じ紫の軍服の親衛隊長。アルデバロンでの親衛隊長はガットラー、アフロディアが経験しており最上級のエリートコースである。恋人リスルの助命と引き換えに「反光波爆弾」を満載した特攻メカ・ブロリラーでバルディオスに挑むが失敗。機体から投げ出されて奇跡的に助かった彼は、ブルーフィクサーと共に迫り来るブロリラー2号機の迎撃に向かうが、中にいたのはリスルだった。救助しようとするも不可能だとわかり、2人だけで去り心中した。ポケットメイツ版の小説では、テレビ版でのカイザーの役割を担当している。
リスル
声 - 滝沢久美子
テレビ版第22話に登場。軍属ではなく、アフロディアの付き人として公私に仕える少女。親衛隊長ラトピとの恋を密かに育んでいた。しかし、彼女が民間人対象の100年は目覚めない完全冷凍睡眠にかけられると知ったラトピは叛乱を企てるが、失敗してしまう。外見的特徴はポニーテールの髪型。
ラスカ
声 - 堤大二郎
劇場版で登場した下級兵士。S-1星人が地球を奪えばその地でリランと平和に暮らせると信じ戦ったが、土星決戦であっけなく戦死。ソノラマ版小説ではアフロディア親衛隊員で、彼女が乗っているとは知らずにアフロカーを追撃し、マリンに倒されている。
キャリン・フリック
声 - 鈴置洋孝 / 藤原啓治（スーパーロボット大戦シリーズ）
第10話のメインゲスト。マリンの旧友で、彼曰く「無二の親友」。マリンと同じく「UFムセイオン」の学生で良きライバルだったが、ある事情から軍に身を投じる。入隊後は迎撃メカ「シルバーシャーク」の操縦士となり、アルデバロンを裏切り地球へ亡命したいと呼びかけてくる。
ロマン
声 - 村山明
第27話に登場。アルデバロン戦車隊長。捕虜となったジェミーの命を助け、アルデバロンを裏切り共に脱走するが、その真意を即座に見抜いたマリンに射殺される。
デグラス
声 - 神谷明 / 寺田誠（現・麦人）
第17話・第18話のメインゲストで、アルデバロン軍幹部。アフロディアを追い落とすべく、マリンをアルデバロンに引き入れるために策略をめぐらす。劇場版でもネグロスの側近として登場するが、作戦失敗の責を問われガットラーに粛清される。外見的特徴は胸のバラの花。

#### アルデバロンの戒律（鉄の戒律）
- 一つ、勝手な行動は死刑
- 二つ、敵に背を向けた者は死刑
- 三つ、敵に情をかけた者、かけられた者は死刑
- 四つ、戦隊を乱す者は死刑

### その他のS-1星人
レイガン博士
声 - 宮内幸平 / 山内雅人
S-1星の科学者。マリンの父。UFムセイオンを根拠地とするS-1星浄化派（主に科学者グループ）のリーダー格で、放射能濾過装置の研究を重ねていたが、実験が成功した直後に、親衛隊（上述の通り、本編と劇場版とでは加害者が異なる）に撃たれ、心血を注いで完成させた放射能濾過装置とその研究記録まで破壊されてしまった。パルサバーンの設計・建造も行った。最後の力を振り絞ってマリンを逃がし、息絶える。
トリノミアス三世
声 - 大久保正信 / 中村武巳
放射能汚染されたS-1星の皇帝。最高会議で科学者チームに放射能濾過装置が5日以内に完成しない場合は他の移住可能な星に軍事侵攻することを決定した。ガットラーの命を受けたアフロディアに暗殺される。
リラン
声 - 越智裕子
劇場版に登場。ラスカの恋人でテレビ版のリスルがモチーフ。非戦闘員削減のために決戦前に冷凍睡眠に入る。声優は話題作りのため一般公募された。
カイザー
声 - 曽我部和行
テレビ版第25話に登場。射撃の達人でS-1星反体制グループの一員。式典で士気高揚のための演説をするガットラーを狙撃、暗殺しようとした。士官学校でアフロディアと主席争いをしていた優秀な士官候補生だったが、現在の地位は不明。ガットラーの気迫に怯んだところを、影で彼を利用しようとしていたアルデバロン幹部ジョブ、デレリに口封じのために射殺される（直後、2人ともアフロディアの手で処刑された）。
移民局長
声 - 蟹江栄司
主に亜空間要塞内のS-1星人の生活面を統括する。軍人ではない行政官だが、総統であるガットラーの指揮下にある。
冷凍局長
声 - 戸谷公次
主に亜空間要塞内の冷凍睡眠中のS-1星人民の管理、機器のメンテナンスの責任者。

## 登場メカ

### ブルーフィクサー側

#### バルディオス
ニュー・パルサバーン（改造を受けたパルサバーン）、バルディ・プライズ、キャタレンジャーの3機のメカが合体して生まれる巨大ロボット。合体コードは「バルディオス、チャージ・アップ!」、分離コードは「チャージオフ」。S-1星よりマリンが乗ってきた亜空間航行機パルサバーンをクインシュタイン博士が改造し、地球製のバルディ・プライズ、キャタレンジャーと合体できるようにしたもので、ストーリー開始当初の地球側では唯一の亜空間への突入、帰還が可能なメカである。パルサバーンが胴体部、頭、腕を構成し、バルディ・プライズが右足、キャタレンジャーが左足になる。透明円盤とすれ違うだけ、あるいはただ殴るだけで破壊したり、巨大メカを遭遇からわずか1分少々、あるいはたった一撃で破壊したりとその力は圧倒的だった。亜空間への滞在可能時間は5分間。なお、亜空間滞在中の位置座標は本部で把握不可能であり（つまり通常空間への帰還はどこに出るかわからない行き当りばったり）、この為に初突入後の帰還時はBFS基地の前方500mに出現した関係上その直前にある本部基地大型メインディスプレイを破壊している。
合体後の操縦システムは、主にマリンがメイン操縦、オリバー、雷太がそのアシストをする形式だった。特に当機の最大の特徴である合体と亜空間突入はマリンの操縦が不可欠である。パワーアップ後は「マリンのサイコ・エネルギーで動く」とされており、パワーアップ直後の戦闘では操縦桿を使わずマリンの動きをトレースしたアクションで武器を繰り出していたが、その後の回ではほとんどが操縦桿を使っていた。
テレビでは第4話からの登場。第38話（未製作）ではキャタレンジャーを破壊され、バルディオスとしての活躍を終えたため、第39話では登場しない。
第18話で、第二ブルーフィクサー基地でニュー・バルディプライズ、ニュー・キャタレンジャーが開発されていたことが明かされるが、第二基地ごと攻撃を受け破壊され、その性能などは不明のままに終わった。
主に空中を飛行して移動するが、第24話序盤の戦闘で大破した際には、地上を歩行して基地まで移動していた。水中戦闘も比較的得意なようで、リスクの大きいはずの初戦闘は海中での対ビッグオクト戦だった。
劇場版では以下の点がテレビシリーズにない描写である。
- クィンシュタイン博士による「バルディオス」の命名シーン
- デビット操縦のパルサバーンによる合体の失敗
- アルデバロンとの最終決戦時に「メインコクピット」が登場、ジェミー、クィンシュタイン博士を加えた5人で操縦
- 強制チャージ・オフによるパルサバーン離脱後に、バルディプライズとキャタレンジャーのみが合体した中間形態の登場

当初の初期デザインでは以下の3機以外に別に基地からのパーツが合体するシステムだった。なお、初期仮名には「ガンバンダー」があり、この時は基地から岩盤状のパーツが全身に集結合体する予定だった。

#### 主な武器
下記以外にも、ガメバリウスを撃破したミサイルなど、名称不明の武器も画面上に登場している。
パルサーベル
胸部エンブレムの下から取り出されるバルディオスの主要武器。鍔の部分が先端に移動することでソード、ランス、ジャベリンの都合3種類の変型形態を持つ。ただし設定上の名称もなければ劇中での呼称もない。特に刀身が2段階に伸びるジャベリンモードは使用は1回のみ。また、そのまま投げつけたり（第19話、第25話）、ブーメランのように使用した時もある（第15話）。劇場版のクライマックスでもこの武器を使っている。
放送当時、単体で玩具が発売された。BRAVE合金では、独特の鍔のスライドアクションが採り入れられていない事と中間形態のソード伸縮前の状態を無視したため、ランスモードは再現されていない。
亜空間ビーム（バルビーム）
額のクリスタルから放射される亜空間エネルギーを応用したビーム武器。強力だがエネルギー消耗が激しい。第27話ではリング状の光線を発射している。
サンダーフラッシュ
胸部エンブレムが白く発光して発射されるプラズマ兵器。威力は亜空間ビームより強力だが、エネルギー消耗はさらに激しい。
- 亜空間ビームとサンダーフラッシュはどちらも亜空間パルサーエネルギーを水素原子等に当てプラズマ化して放つもの。ただし出力に雲泥の差がある。

ショルダーキャノン
両肩のシャッターが開き現れる大砲。発射されるものはロケット弾またはエネルギー。肩に装備されているため安定度が低く、戦闘機への攻撃や牽制に用いられる。
バルディミサイル
両足脛の側面部分から発射されるミサイル。
バルディクラスター
内部スパイクを収納した菱形状の分銅にチェーンが付いた投擲武器。通常は左腰のボックスに収納されている。
バルディカッター
両足脛の前面に付いたカッターナイフ状の刃。発射されると回転しながら敵に向かって飛んで行く。厚さ10メートルの鉄をも切り裂く威力がある。
サンダーフラッシュ・フルパワー
亜空間ビーム・バルディミサイル・ショルダーキャノン・パルサーベル・サンダーフラッシュを使った一斉攻撃。全エネルギーを使用する為リスクが大きい。第24話で捨て身の必殺技として使用されたが、バルディオスも大破した。
ベストリンガー
周囲にエネルギーを発生させて敵メカを蹴散らす攻撃。パワーアップ後に登場。
スリーディバルディ（3D-バルディ）
分身攻撃。パワーアップ後に登場。
パルサーベル・ドリンギング
パルサーベル2本を接続して回転させるか、または二刀流で切り掛かる。パワーアップ後に登場。
亜空間シャワー
破壊力はなく亜空間への物質の転送・帰還を可能とする一種のトラクタービーム。ミニパルサバーンにも装備されている。また、ジェミーメカのスペースサイクロンもほぼ同様のものと描写されている。
- 以下は本編TV放送で登場することがなかった武装・装備である。

バルディロイザー
バルディオスの全身からエネルギーを放出、そのまま機体を文字通り火の玉にして特攻する捨て身の最終技。第2段階では敵の内部で強制チャージ・オフ、そのまま離脱することでバラバラに引き裂く。全エネルギーを使用するため多用が不可能で上記のサンダーフラッシュ・フルパワーと同様、機体が大破する可能性が高いため、この技は封印されていた。
テレビシリーズ第38話（未製作）でスピリット・ガットラーIIに使用される予定だったが、製作されなかったためにソノラマ文庫の小説版のみに登場した実質的幻の技。映像での登場は小説の出版から27年後に発売されたゲーム『スーパーロボット大戦Z』が初。
バーストソーサー
エネルギー不足の時のために開発された、基地から射出される大型の光線砲。バルディオスが保持する際は翼を取っ手として用いる。設定画が存在し挿入歌「立て!バルディオス」の歌詞にも登場するが、本編には未登場。
クロスソーサー
バーストソーサーから発射される円盤型カッター。設定画のみ。
レーザー・ボウガン
右腕の赤いダイヤ部分が変化したパチンコ型のボウガン、設定画が存在するが本編には未登場。立体化物がプラモデルとBRAVE合金に付属。
バルディガード
左腕の赤いダイヤ部分が変化した大型の盾。設定画が存在するが本編には未登場。小説版ではコバルト文庫版で名前のみ登場。立体化物が旧玩具（スタンダードとトリプルクロス）及びプラモデルとBRAVE合金に付属する。
ブーメラン
胸部のエンブレムを取り外し、ブーメランとして敵に投げつける。設定画が存在するも本編では未登場。
ハンドカッター
両腕のマークの部分から出して使用するレーザーソード。設定画が存在しているが本編では未登場。
トンファ
両腰のボックスを外し、レーザー刃を出し武器として使用する。設定画が存在するも本編では未登場。
バルストリンガー
トンファの柄を抜いて使用するレーザームチで、設定画が存在しているものの、本編では未登場。
ヌンチャク
足のマークを外して使用する武器で、設定画が存在するも本編では未登場。トリプルクロスでは片側だけだが立体化されている。
- 戦闘合体トリプルクロスでは六枚刃の手裏剣及び片手斧（ハンドアックス）の所持が確認されているが、いずれも本編では使用せず。

#### パルサバーン（パルサ・バーン）
ストーリーのほぼ全編に登場。レイガン博士が開発した亜空間を航行可能な宇宙戦闘機で、S-1星の科学力の粋が結集されている。動力はパルサ・ビーム。基本的には一人乗りだが、コクピットスペースにはかなりの余裕があり、余剰空間に救助した人員や捕虜を搭乗させることもある。
第4話でクィンシュタイン博士の改造を受け、ニュー・パルサバーンとなり、同時にバルディオスへの合体機能が与えられ、バルディオスの腰から上を構成する。改造後も便宜的にパルサバーンと呼称。
上述の通り、亜空間航行と合体にはマリンの操縦ないし存在が不可欠。その証拠に劇場版でマリンのスペアとして搭乗したデビットはチャージアップに失敗している。クィンシュタイン博士による本機の解析は地球側のメカの科学水準を飛躍的に向上させた。

#### バルディプライズ（バルディ・プライズ）
通称原子力空母。BFSが最初に開発した戦闘メカで、海上で最も能力が高くなるよう設計されているが、宇宙空間や空中でも戦闘可能。広い複座式コクピットを持っており、前線では作戦本部となる。ストーリー序盤では月面でマリンとパルサバーンを発見、地球に移送した。第4話でキャタレンジャーと共に改造を受け、バルディオスへの合体が可能となる。パイロットはジャック・オリバー。合体後はバルディオスの右脚となる。
- 初期設定仮名は「ミッドプライズ」だった。

#### キャタレンジャー
戦車に似た形状を持つBFSの陸戦メカ。操縦情報を登録する「プリセットシステム」を採用しているため、3大メカでは最も操縦が容易。パイロットは北斗雷太。無限軌道（クローラ）を装備している。空中、宇宙空間、海中でも戦闘可能。合体後はバルディオスの左脚となる。テレビ版では、第38話（未製作）でスピリットガットラーIIの集中攻撃を受けて大破、命を賭して戦った雷太と共に大気圏で燃え尽きる。本機のみ設定名等に表記ゆれが存在しない。

#### ブルーフィクサー基地
南米某所に設置されている巨大な基地。固有名はなく、単に「基地」と呼ばれる。後に建造途中で中止命令が出たアマゾン第二基地を除き、BFSには他に支部らしきものは登場していない。そのため、この建造物がBFSという組織ほぼそのものといえる。形態は空母に似ており、緊急時には陸海空を自在に移動し、単独で大気圏離脱も可能（このことは隊員にも極秘であった）。3大メカの母艦であり、主要隊員には個室も与えられているなど、BFS隊員の生活の場でもある。劇場版では多数の武装が登場し、亜空間要塞と壮絶な攻防を繰り広げた。主な戦力はやはりバルディオスと3大メカで、他にもバルコプター、ジェミーメカ、ミニパルサバーン、フィクサー1など偵察や特殊任務を目的としたメカも登場している。これらは世界連盟軍で採用されている機体を小改造、もしくはそのまま採用しているものと、パルサバーンの技術をベースにBFSが独自に開発したものに大別される。軍規は比較緩いようで、オフタイムであれば基地内での飲酒も許可されている。その性格上交通の利便が悪い立地にあり、外部との往来は小型ヘリやエアカーが用いられている。劇場版では亜空間要塞に特攻し、バルディオスを要塞内に突入させるチャンスを作った。
- 初期デザイン設定では一部の部位がバルディオスの合体部品を形成する予定だった。

#### シークット9
テレビ版第8話に登場。エラ・クィンシュタインが開発したアタッシュケース型の秘密兵器であり、取っ手の部分がキーとなっており、ジェット噴射機能とペリスコープを内蔵しており、中身は暗号解読機、手榴弾、小型ミサイル、小型ガスバーナー、通信機、レーダーパネルなどの装備品などが備わっている。マリンがアルデバロンによって拉致された少女の救出及び可変要塞の破壊の目的に使用した。元々は本作のスポンサー元でもあった野村トーイの要求によって登場したものである。本放送時のCMでも登場していた。

#### フィクサー1
テレビ版第29話および劇場版に登場。パイロットはデビット・ウェイン。テレビでは衛星ガニメド破壊専用の特攻兵器。大型ブースターを後尾に装備しており、一気に光速まで加速できる亜空間飛行用の破壊ロケット。乗りこなすにはパルサバーンの操縦と同レベルの高度なテクニックを必要とし、デビットはその操縦技術でガニメドに特攻を果たす。劇場版では高性能の宇宙戦闘機という位置づけで土星決戦にBFSへの唯一の援軍として現れる。小型戦闘機の体当たりによる集中攻撃で中破してしまうが、デビットはその勢いで敵艦を道連れに自爆する。

#### ミニパルサバーン（ミニバーン）
テレビ版に登場。パルサバーンを解析して得た技術を基に開発製造された小型機で、バルディオス以外の地球側メカでは唯一亜空間への突入・帰還が可能である。元々は偵察機として開発されたため亜空間シャワー以外に特別な武装はないが、バルディオスの背面への合体によって別系統からのバルディオスの操縦が可能となる。パイロットは月影長官。

#### バルコプター
主に連絡、偵察に用いられる小型機。特別な武装はないが、随所に登場する。

#### ジェミーメカ
テレビ版第31話に登場。白鳥をイメージした形状でサイズは大きく、チャージアップにより簡易変形する。戦闘力はほとんどないが、スペースサイクロンというトラクタービームが装備されている。パイロットはジェミー星野。ケイブンシャの『宇宙戦士バルディオス大百科』では「スペース・スワニー」という名称が記載されていた。小説ではポケットメイツ版に登場し、蟹のような形とされており、「宇宙風車ジェミー」と名付けられていた。

#### ガムジャード
テレビ版第17・18話に登場。世界連盟軍がバルディオスの性能を元に作った戦闘ロボットで、剣と腰の2門の光弾砲、足の裏側のビーム砲が武器。月影も認める高性能で当初は破竹の勢いで連戦連勝を誇り、世論からバルディオス＝マリン不要論まで出ていたが、それらは全て地球から用済みとされたマリンを引き込むためのアルデバロンの作戦であり、利用された挙句デグラスが指揮する空母の体当たりによって呆気なく破壊された。その名称は本番組の企画時の題名の一つ『宇宙戦士ガムジャード』より。小説では3作全てに登場。ポケットメイツ版では、亜空間突入も可能という表記があった。ソノラマ文庫版では、バルディオスの2倍の大きさ、20種類の武装、ワープも亜空間航法も可能とのこと。

### アルデバロン側
アルデバロンが送り込む戦闘メカ。もとよりアルデバロンに配備されていたものと、地球攻撃用として新しく建造されたものが存在する。総称はなく、単に「メカ」もしくは「巨大メカ」と呼ばれる。バルディオスと直接戦闘するものばかりではなく、人工太陽や天然の衛星を兵器として利用するケースもあった。劇場版では、アフロカーのデザインが一新されたほか、宇宙空母や宇宙戦闘機が新たに登場した。

#### 艦船・航空航宙機
アルゴル（亜空間要塞）
亜空間に存在するアルデバロンの本拠地。アルデバロンの本拠地であると同時にS-1星移民団の居住地であり、一般市民も冷凍睡眠中の者を含めて多数居住している。兵力不足、食糧不足に悩むアルデバロンは一般市民を順次冷凍睡眠により削減し、予備役兵士を目覚めさせることで兵力を補充していた。テレビ版ではこの要塞に「アルゴル」という名称がついていた。地球軍の干渉の及ばない亜空間での存在を常時維持するために莫大なエネルギーを消耗しており、このエネルギー確保がアルデバロン軍の最優先課題だった。ストーリー終盤でついにそのエネルギーも尽き、土星付近の通常空間に出現する。
空母（アルゴル）
アフロディアら指揮官が搭乗する赤色の宇宙空母。主にアフロディアが搭乗し、前線での司令部となる。劇場版ではこちらに「アルゴル」という名称がついている。透明円盤の搭載可能機数は117機。
透明円盤
全長15m。劇中のほぼ全般に登場した半透明の戦闘攻撃機で微生物のプラナリアに似た外見。光線砲で空中・地上を問わず攻撃し、亜空間突入も可能な性能で世界連盟空軍を圧倒した。アルデバロン側では主に「戦闘艇」と呼ばれる。第19話では合体して透明エイになった。なお、設定上は足が数本機体下部に存在し、これでコバンザメの如く目標に取り付き、強酸を以って溶解破壊する機能が存在している。
アフロカー
アフロディア専用の小型機。設定上はエアカーであるが戦闘力も非常に高く、パルサバーンと互角に戦える宇宙戦闘機でもある。
スピリット・ガットラー
ガットラーの象徴といわれる巨大宇宙戦艦で、アルデバロンの旗艦。テレビ未放送の映像中では、月影の核物質転送を伴った特攻によって撃沈している。小説では3作全てに登場。コバルト文庫版では「スピリット・ガットラーI」と呼称されていた。
- TV未放送/未製作本編分登場

スピリット・ガットラーII
亜空間要塞の司令塔ブロック。初代とは大きく形状が異なる。キャタレンジャーの破壊に成功するも、バルディロイザーで撃沈された。小説ではソノラマ版にのみ登場。コバルト文庫版では名前のみ登場。

#### 戦闘メカ
ビッグ・オクト（第4話、劇場版）
バルディプライズ・キャタレンジャーを深海に誘い込み撃破するべくアフロディアが考案し、建造された、アルデバロン初の巨大メカ。アフロディア自らが乗り込み指揮した。変形して触腕を多数持つクラゲ様の形態となる。1号機は合体に成功したバルディオスに圧倒され亜空間でパルサーベルの一撃で撃破される。未放送分及び劇場版では2号機（ドルカ）が後に建造され、水星と金星を飲み込むブラックホール爆弾と化した。小説ではコバルト文庫版・ポケットメイツ版に登場。
メガ・ドーザー（第5話）
都市破壊用のキャタピラつき巨大メカ。全長100mのバルディオスの2倍近い巨体で、文字通り街を踏み潰した。パルサーベルでの突撃で貫かれ撃破。小説ではポケットメイツ版に「重戦車メガドーザー」という名で登場。コバルト文庫版では名前のみ登場。
モグサー（第6話）
火山帯刺激用に建造された地中用の地熱変換メカ。デルス隊長の率いる部隊が操縦した。世界連盟の反磁力爆弾で撃破された。小説ではポケットメイツ版に登場。コバルト文庫版では名前のみ登場。
可変要塞（第8話）
ヒマラー山脈の要塞を変形させた巨大メカ。変形後の形態は「フォーメーションZ」と呼ばれる。亜空間ビーム一撃で破壊された。小説では3作全てに登場。
シルバーシャーク（第10話）
マリンの旧友フリックの乗る亜空間メカ。小説ではコバルト文庫版・ポケットメイツ版に登場。
ベムラー（第11話）
敵側初の人型巨大ロボット。ロケット弾を発射する銃が武器。動きも素早い。パルサーベルで両断された。小説ではポケットメイツ版に登場。
ベムロイド（第12話、劇場版）
双頭の竜型メカ（ブルーフィクサーでは「ベム型メカ」と呼んでいた）。テレビ版では至近距離からのサンダーフラッシュで撃破したが劇場版では亜空間へ逃げた後、その後は不明。
ガニム（第13話）
リトルジャパンを襲撃した緑色の巨大メカで、両目から光線を発射する。ブラムという幹部が乗り込み指揮した。パルサーベルで真っ二つにされる。小説ではポケットメイツ版に登場。
名称不明の巨大メカ（第17話）
2体の人型巨大ロボットで、どちらも腹部からミサイルを発射する。ガムジャードの剣であっさり破壊されたが、それはデグラスの作戦に過ぎなかった。
透明エイ（第19話）
透明円盤が合体したもの。亜空間ビームで撃破。
スーパーバーン（第21話）
アフロディアが乗った宇宙艇。第三帝国の核ミサイル排除のために、アフロディアが呼び寄せた。破壊はされなかった。
ブロリラー（第22話）
強力な「反光波爆弾」を満載した戦闘メカで、パイロットの脳波で誘導する有人特攻兵器。1号機は特攻に失敗して大破、2号機は自爆。
名称不明の巨大メカ（第23話）
日本に向かったパルサバーンを破壊するために現れた赤いメカで、アフロディア自らが乗り込んで指揮した。3門のビーム砲が武器。サンダーフラッシュで破壊される。
ミラジャガー（第24話）
全部で8機登場しており、4機ずつ出撃した。エネルギーを反射する特殊空間に閉じ込める作戦でバルディオスを大破させた。敵メカとしては最も健闘したが、パワーアップ後のバルディオスの敵ではなかった。一度目の出撃はジョリロ隊長が、二度目はアフロディアが指揮した。
ガメバリウス（第26話）
世界連盟レーダー基地攻撃に出撃。主武器はイオン砲で、空中砲台的な性格のメカ。ハル戦闘隊長が乗り込み指揮した。バルディオスのミサイルで撃破。
アクーダイカン（第27話）
赤い人型ロボット。バルディオスの動きに反応し、その全ての攻撃を避けられるように造られている。亜空間ビームで撃破。小説ではポケットメイツ版に登場。
ジョラー（第30話）
地球不毛作戦（穀倉地帯を耕作不能にする薬剤を散布）のために建造された金色のメカ。飛行形態から人型ロボットに変形する。バルディオスに対しても健闘したが、パルサーベルで切り裂かれて撃破。
ドルカ（第31話）
アルデタイト吸引作戦に使用された。直方体型に変形する。アフロディアが乗り込み指揮した。実体は白い球体である。光波爆弾をアルデタイトに対して撃ち込み、超吸収空間を太陽系内に出現させるブラックホール爆弾に作り変えてしまう。小説ではポケットメイツ版に登場。またの名を「ビッグ・オクトII（ツー）」と呼び、ビッグ・オクトの2号機でもある。
人工太陽（第32・33話、劇場版）
2台開発され、北極と南極に送り込まれた巨大メカ。攻撃を吸収し強力になって行くため、バルディオスでも破壊できなかった。両極の氷を溶かしきった後、燃え尽きた。小説では3作全てに登場。
- TV未放送/未製作本編分登場

ガットキング（第35話）
未製作である第35話に登場する予定だったメカ。バルディオスの片腕をもぎ取る予定だったという。その姿はデザインされていない。ケイブンシャの『宇宙戦士バルディオス大百科』では、ドルカの画像が使われている。
ギャグレー（第37話）
未製作である第37話に登場する予定だった、ネグロスの指揮する円盤型メカ。ハーマンの指揮する万能潜水艦に体当たりされて相討ちとなった。

## スタッフ
- 制作：壺田重三（国際映画社）
- 企画：佐藤俊彦（葦プロダクション）、壺田重夫（国際映画社）
- 監督：広川和之
- 原作構成：酒井あきよし
- キャラクターデザイン：上條修
- メカニックデザイン：佐藤元、亀垣一
- 美術：新井寅雄
- 色彩設定：向井稔
- 編集：辺見俊夫、山崎昌三
- 音楽：羽田健太郎
- 録音：小松亘弘
- プロデューサー：草野和郎（第一放映）、加藤博（葦プロダクション）
- 製作：第一放映、葦プロダクション、国際映画社

## 主題歌・挿入歌
オープニングテーマ「あしたに生きろ バルディオス」
作詞：保富康午、作曲・編曲：羽田健太郎、歌：伊勢功一
エンディングテーマ「マリン・いのちの旅」
作詞：保富康午、作曲・編曲：羽田健太郎、歌：伊勢功一
挿入歌
「立て！バルディオス」（第24・25・30話）
作詞：保富康午、作曲・編曲：羽田健太郎、歌：たいらいさお
「星空の虹」（第7話）
作詞：保富康午、作曲・編曲：羽田健太郎、歌：川島和子

劇場版主題歌
「素顔のままで」
作詞・作曲：佐藤真紀、編曲：鈴木宏二、TONY、歌：TONY
「Sea Wind」
作詞：上田雅利、作曲：佐藤真紀、編曲：鈴木宏二、TONY、歌：TONY

劇場版挿入歌
「思い出ブルー・ドリーム」
作詞：保富康午、作曲・編曲：羽田健太郎、歌：戸田恵子
「女いのち歌」
作詞：保富康午、作曲・編曲：羽田健太郎、歌：戸田恵子

補足
- テレビ版サウンドトラックのLPレコード収録の際には、『アルジャーノンに花束を』→「アフロディアに花束を」、『火星人ゴーホーム』→「異星人ゴー・ホーム」、『世界の中心で愛を叫んだけもの』→「宇宙の中心で愛を叫んだマリン」や、『亜空間要塞』、『夏への扉』のようにSF小説のタイトルをもじったりそのまま使ったりしたものが曲名として使用された。この点については、監督の広川和之が、これは「パロディ」ではなく「ラヴ・レター」との趣旨である、すなわち一種の「オマージュ」であることを明かしている。
- 羽田が作曲した主題歌・BGMは、テレビ版・劇場版それぞれ放送・公開当時にLPレコード・カセットテープとしてキングレコードから発売されていた。CD化は長らくされていなかったが、テレビ版・劇場版をまとめたものが2009年10月23日にディスク・ユニオンから復刻発売された。

## 放送時間
東京12チャンネルにおける放送時間。
| 曜日       | 放送時間      | 放送話数          |
| ---------- | ------------- | ----------------- |
| 毎週月曜日 | 18:45 - 19:15 | 第1話から第13話   |
| 毎週月曜日 | 19:00 - 19:30 | 第14話から第18話  |
| 毎週日曜日 | 7:00 - 7:30   | 第19話から第31話※ |

※本放送時には製作上の第32話が第31話（最終回）として放送された。

## 放送局
制作局の東京12チャンネル以外の放送時間は、個別に出典が提示されているものを除き、1980年10月中旬 - 11月上旬時点のものとする。系列は放送当時のものを使用。
| 放送対象地域   | 放送局           | 放送時間                                                                         | 系列                                         | 備考                                                                     |
| -------------- | ---------------- | -------------------------------------------------------------------------------- | -------------------------------------------- | ------------------------------------------------------------------------ |
| 関東広域圏     | 東京12チャンネル | 上記参照                                                                         | 幹事局                                       |                                                                          |
| 北海道         | 北海道文化放送   | 土曜 7:30 - 8:00                                                                 | フジテレビ系列                               | 1980年7月12日から1981年1月31日まで放送                                   |
| 青森県         | 青森放送         | 水曜 17:00 - 17:30                                                               | 日本テレビ系列 テレビ朝日系列                |                                                                          |
| 岩手県         | 岩手放送         | 火曜 17:00 - 17:30                                                               | TBS系列                                      | 現・IBC岩手放送                                                          |
| 宮城県         | 東北放送         | 土曜 17:00 - 17:30                                                               | TBS系列                                      | 1980年7月26日から1981年1月17日まで放送                                   |
| 秋田県         | 秋田放送         | 金曜 17:30 - 18:00                                                               | 日本テレビ系列                               | 1980年7月25日から                                                        |
| 山形県         | 山形テレビ       | 水曜 17:00 - 17:30                                                               | フジテレビ系列                               |                                                                          |
| 福島県         | 福島テレビ       | 火曜 17:00 - 17:30                                                               | TBS系列 フジテレビ系列                       | 1980年7月15日から1981年1月27日まで放送                                   |
| 富山県         | 北日本放送       | 月曜 17:00 - 17:30                                                               | 日本テレビ系列                               | 1980年7月14日から1981年1月26日まで放送 第29話で途中打ち切り              |
| 石川県         | 北陸放送         | 木曜 17:00 - 17:30                                                               | TBS系列                                      | 1980年7月10日から1981年1月29日まで放送 第30話で途中打ち切り              |
| 福井県         | 福井放送         | 金曜 16:50 - 17:20（1980年9月26日まで） →木曜 17:20 - 17:50（1980年10月2日以降） | 日本テレビ系列                               | 1980年7月18日から1981年1月29日まで放送（いずれも『新』『終』マーク無し） |
| 静岡県         | 静岡放送         | 水曜 17:30 - 18:00                                                               | TBS系列                                      |                                                                          |
| 中京広域圏     | 東海テレビ       | 木曜 16:30 - 17:00                                                               | フジテレビ系列                               |                                                                          |
| 京都府         | 近畿放送         | 水曜 19:00 - 19:30                                                               | 独立局                                       |                                                                          |
| 兵庫県         | サンテレビ       | 水曜 19:00 - 19:30                                                               | 独立局                                       |                                                                          |
| 広島県         | テレビ新広島     | 金曜17:30 - 18:00 （初回のみ17:00 - 17:30）                                      | フジテレビ系列                               | 1980年7月25日から1981年1月30日まで放送 第28話で途中打ち切り              |
| 山口県         | テレビ山口       | 火曜 17:30 - 18:00                                                               | TBS系列 フジテレビ系列                       |                                                                          |
| 香川県・岡山県 | 西日本放送       | 土曜 16:55 - 17:25（1980年7月5日開始時点） →土曜 17:00 - 17:30（1980年10月時点） | 日本テレビ系列                               |                                                                          |
| 福岡県         | テレビ西日本     | 金曜 19:00 - 19:30                                                               | フジテレビ系列                               |                                                                          |
| 佐賀県         | サガテレビ       | 金曜 19:00 - 19:30                                                               | フジテレビ系列                               |                                                                          |
| 熊本県         | テレビ熊本       | 土曜 7:30 - 8:00                                                                 | フジテレビ系列 日本テレビ系列 テレビ朝日系列 | 1980年7月26日から1981年1月31日まで放送                                   |

## 放送リスト
本放送では第1話から第30話、第32話（放送上では第31話）が放送されたが、実際には第34話までが完成しており、完成していた回は後に発売されたレーザーディスクおよびDVDに収録されている。CS放送などで放送される場合は第34話まで放送され、この回が最終回とされているケースが多い。第35話以降も脚本と絵コンテは完成していた。脚本・絵コンテは、「豪華本」やアニメ雑誌の付録などという形式で一部が公開された。
- タイトルに「※」が付いたものは本放送時には放送されなかった回
- タイトルに「†」が付いたものは脚本と絵コンテのみが製作された回

| 話数    | 放送日         | サブタイトル                | 脚本                      | 絵コンテ     | 演出       | 作画監督   | 敵巨大メカ                   |
| ------- | -------------- | --------------------------- | ------------------------- | ------------ | ---------- | ---------- | ---------------------------- |
| 1       | 1980年 6月30日 | 孤独の追跡者                | 酒井あきよし              | 広川和之     | 広川和之   | 田中保     | -                            |
| 2       | 7月7日         | パルサ・バーンの秘密        | 鳥海尽三                  | 広川和之     | 二階堂主水 | 多賀一弘   | -                            |
| 3       | 7月14日        | スパイの烙印                | 筒井ともみ                | 四辻たかを   | 宮崎一哉   | 飯野皓     | -                            |
| 4       | 7月21日        | 亜空間突入の日              | 首藤剛志                  | 湯山くにひこ | 大庭寿太郎 | 海野金太   | ビッグオクト                 |
| 5       | 7月28日        | 甦える復讐者                | 鈴木裕二                  | 蕪木登喜司   | 宮崎一哉   | 飯野皓     | メガドーザー                 |
| 6       | 8月4日         | 灼熱の決死圏                | 首藤剛志                  | 野寺三郎     | 二階堂主水 | 上條修     | モグサー                     |
| 7       | 8月11日        | 愛の墓標                    | 筒井ともみ                | 宮崎一哉     | 宮崎一哉   | 飯野皓     | -                            |
| 8       | 8月18日        | ヒマラー山脈の決闘          | 酒井あきよし              | 野寺三郎     | 広川和之   | 田中保     | 可変要塞                     |
| 9       | 8月25日        | めぐり逢い。そして…         | 筒井ともみ                | 田中修司     | 田中修司   | 飯野皓     | -                            |
| 10      | 9月1日         | 我が友 亜空間に散る         | 首藤剛志                  | 佐藤元       | 二階堂主水 | 上條修     | シルバーシャーク             |
| 11      | 9月8日         | 情無用の戒律                | 酒井あきよし              | 田中修司     | 田中修司   | 飯野皓     | ベムラー                     |
| 12      | 9月15日        | 世界連盟から来た男          | 鈴木裕二                  | 野寺三郎     | 広川和之   | 田中保     | ベムロイド                   |
| 13      | 9月22日        | 想い出のリトルジャパン      | 首藤剛志                  | 佐藤元       | 大庭寿太郎 | 海野金太   | ガニム                       |
| 14      | 9月29日        | さらば 愛しの妹よ           | 筒井ともみ                | 宮崎一哉     | 宮崎一哉   | 飯野皓     | -                            |
| 15      | 10月6日        | いつわりの平和会議          | 首藤剛志                  | 五代進       | 二階堂主水 | 上條修     | -                            |
| 16      | 10月13日       | 悪夢からの脱出              | 中村亮之介                | 広川和之     | 山田雄三   | 田中保     | -                            |
| 17      | 10月20日       | 裏切りと暗殺の旅路 前篇     | - 酒井あきよし - 山内敏彦 | 田中修司     | 田中修司   | 飯野皓     | 名称不明の巨大メカ2体        |
| 18      | 10月27日       | 裏切りと暗殺の旅路 後篇     | 酒井あきよし              | 山室清二     | 大庭寿太郎 | 田中保     | -                            |
| 19      | 11月3日        | 亜空間に架ける橋            | 酒井あきよし              | 山室清二     | 山田雄三   | 田中保     | 透明エイ                     |
| 20      | 11月10日       | 甦えった悪魔 前篇           | 首藤剛志                  | 山室清二     | 西村純二   | 上條修     | -                            |
| 21      | 11月17日       | 甦えった悪魔 後篇           | 首藤剛志                  | 湯山邦彦     | 湯山邦彦   | 田中保     | -                            |
| 22      | 11月24日       | 特攻メカ ブロリラーの挑戦   | 首藤剛志                  | 佐藤元       | 大庭寿太郎 | 神宮慧     | - ブロリラーI - ブロリラーII |
| 23      | 12月1日        | マリン! 日本を救え          | 酒井あきよし              | 湯山邦彦     | 西村純二   | 上條修     | 名称不明の巨大メカ           |
| 24      | 12月8日        | バルディオス パワーアップ   | 首藤剛志                  | 佐藤元       | 大庭寿太郎 | 田中保     | -                            |
| 25      | 12月14日       | ガットラー暗殺計画          | 首藤剛志                  | 山室清二     | 石田昌平   | 田中保     | ガメバリウス                 |
| 26      | 12月21日       | 謎の宇宙生命体              | 佐藤茂                    | 山田雄三     | 山田雄三   | 田中保     | ミラジャガー                 |
| 27      | 12月28日       | 私が信じたスパイ            | 酒井あきよし              | 山室清二     | 関田修     | 田中保     | アクーダイカン               |
| 28      | 1981年 1月4日  | 決死のランデブー飛行        | - 筒井ともみ - 鈴木裕二   | 佐藤元       | 西村純二   | 上條修     | -                            |
| 29      | 1月11日        | 地球氷河期作戦              | 首藤剛志                  | 野田作樹     | 広川和之   | 本橋秀之   | -                            |
| 30      | 1月18日        | 地球不毛の日                | - 鈴木裕二 - 広川和之     | 山室清二     | 石田昌平   | 田中保     | ジョラー                     |
| 31      | -              | 失われた惑星※               | 首藤剛志                  | 湯山邦彦     | 康村正一   | 上條修     | ドルカ                       |
| 32 (31) | 1月25日        | 破滅への序曲 前篇           | 首藤剛志                  | 広川和之     | 西村純二   | 上條修     | 人工太陽                     |
| 33      | -              | 破滅への序曲 後篇※          | 首藤剛志                  | 湯山邦彦     | 大庭寿太郎 | 田中保     | -                            |
| 34      | -              | 地球の長い午後※             | 首藤剛志                  | 野田作樹     | 山田雄三   | 田中保     | スピリット・ガットラー       |
| 35      | -              | アフロディアに花束を（前）† | 酒井あきよし              | 山室清二     | 石田昌平   | 田中保     | ガットキング                 |
| 36      | -              | アフロディアに花束を（後）† | 筒井ともみ                | 広川和之     | 広川和之   | 本橋秀之   | -                            |
| 37      | -              | 亜空間要塞最後の日†         | 首藤剛志                  | 山室清二     | 大庭寿太郎 | 田中保     | -                            |
| 38      | -              | 雷太よ 明日を救え!! †       | 首藤剛志                  | 野田作樹     | 石田昌平   | 猪股むつみ | スピリット・ガットラーII     |
| 39      | -              | 永遠への旅立ち†             | - 酒井あきよし - 広川和之 | 山室清二     | 西村純二   | 上條修     | -                            |

## 次回予告
- テレビシリーズ次回予告では冒頭に宇宙空間が描かれ、「宇宙……限りなく広がる星の海。地球の運命は……そしてマリンの運命は……!?」というナレーションが入り画面はホワイトアウト、『次回予告』が表示されて始まるSF性を強調していた。
- 劇場版はTONYの主題歌に、マリンの「アフロディア、君とだけは戦いたくなかった」とナレーションが挿入される。キャッチフレーズは「スペース・ラブロマン、『宇宙戦士バルディオス』」というもので、ここでもテレビシリーズのSF性に加え、「愛と戦い」を強調した構成となっており、主役ロボットのバルディオスは1カットも登場しない。なお、第30話「地球不毛の日」の次回予告で、ナレーションは「破滅への序曲」となっているがテロップは「破壊への序曲」となっている。

## オープニング、エンディング
- テレビシリーズのオープニングはマリンとBFS隊員の活躍、バルディオスの合体シーンなどが簡潔に登場するが、敵のガットラーやアフロディアは登場しない。
- 同エンディングでは宇宙空間にバラの花、夕焼けの中に旅立つマリン、それを悲しげに見送るBFS隊員が描かれている。アフロディアも登場するが、私服姿であるため、本編のアフロディアと同一人物であるのは一見しただけでは不明確に描かれている。物語の結末を暗示していたが、結果的にどのメディアでも描かれなかったifエンドとなっている。

## 劇場版スタッフ
- 製作：壺田重三、佐藤俊彦
- 原作・脚本：酒井あきよし
- 総監督：鳥海永行
- 演出：広川和之
- キャラクターデザイン：上條修
- メカニックデザイン：亀垣一
- 衣装デザイン：松田光弘
- 作画監督：芦田豊雄
- 美術監督：新井寅雄
- 色彩設定：永江由利
- 撮影監督：緒方範生
- 編集：辺見俊夫、山崎昌三
- 音楽：羽田健太郎
- 音響監督：斯波重治
- プランニングプロデューサー：小野寺修一
- プロデューサー：相原義彰、加藤博、山家靖郎（東映）
- 製作協力：国際映画社、葦プロダクション
- 製作・配給：東映セントラルフィルム

## 小説版
劇場版に合わせて3種類のノベライズ（各上下巻）が発売された。
ソノラマ文庫（朝日ソノラマ）
原作者・酒井あきよし書き下ろし。劇場版のノベライズではなく、テレビ未放送部分の補完のための小説。構成は劇場版を基本にしているため、大部分が「破滅への序曲」以降のエピソードとなっている。テレビ版との違いは劇場版に準じたアフロディアの扱いのみ。
ポケットメイツ（文化出版局）
若桜木虔書き下ろし。テレビシリーズのノベライズ。ソノラマ版と違い、大半を「破滅への序曲」以前のエピソードが占めている。そのため、劇場版ではクライマックスの3次元復帰した亜空間要塞との最終決戦は、マリンとガットラーの最後の対決も含め、全巻約600ページの中、わずか15ページしかない。
コバルト文庫（集英社）
北見徹書き下ろし。劇場版のノベライズ。

## ゲーム
本作の直接的なゲーム化ではないが、シミュレーションRPG「スーパーロボット大戦シリーズ」にて本作に登場するキャラクター、並びにロボットが複数登場している。
スーパーロボット大戦Z
PlayStation 2専用ソフト。2008年9月25日発売。特殊ゲームオーバーイベントとして本作の最終回が再現されているなど、幾つかのストーリーエッセンスもゲームシナリオに組み込まれている。キャスティングは劇場版を基準としており、一部の故人を中心に代役の声優が起用されている。また、中断メッセージではテレビ版の次回予告（声：石森達幸）の再現もされている。
第2次スーパーロボット大戦Z 破界篇 / 再世篇
PlayStation Portable専用ソフト。『破界篇』は2011年4月14日、『再世篇』は2012年4月5日発売。『Z』の直接の続編であるため、原作終了後の設定となる。
スーパーロボット大戦X-Ω
iOS / Android用ゲームアプリ。第3期参戦作品として2018年4月より追加参戦。

## ビデオグラム
2009年春にバンダイビジュアルよりBlu-ray Disc-BOX（BD-BOX）が発売予定だったが、一旦中止。その後改めて「まとめ見！Blu-ray BOXセレクション」として2015年9月15日に発売された。

## イベント
- バルディオス復活祭：映画化記念イベント[19]。
- バルディオスナイト2009：2009年10月22日に新宿ロフトプラスワンで行われたサントラCD発売記念イベント[20]。
- ひっそり祭SP〜バルディオス毒舌トーク〜：2015年5月10日に東京都板橋区のハイライフプラザいたばしを会場として開催された。放送35周年記念の一種のファン感謝イベント。前述の3者放談はこれである。会場では当時の関連アイテム等も多数展示された[21][信頼性要検証]。
- 『宇宙戦士バルディオス』上映＆スタッフトークショーイベント：2015年9月13日にBlu-rayBOXの発売を記念してシネマート新宿にて開かれた催し[1]。

## 作品関連商品の二次使用
アマチュア特撮作品『愛國戰隊大日本』エンディングテーマ「起て!大日本」は、本作の挿入歌「立て!バルディオス」の替え歌である。
2007年4月に日本テレビ系列で放送された連続ドラマ『セクシーボイスアンドロボ』に主人公のロボ（松山ケンイチ）のロボットアニメマニアぶりを表現する小道具としてバルディオスの玩具が登場した。